# Planglas

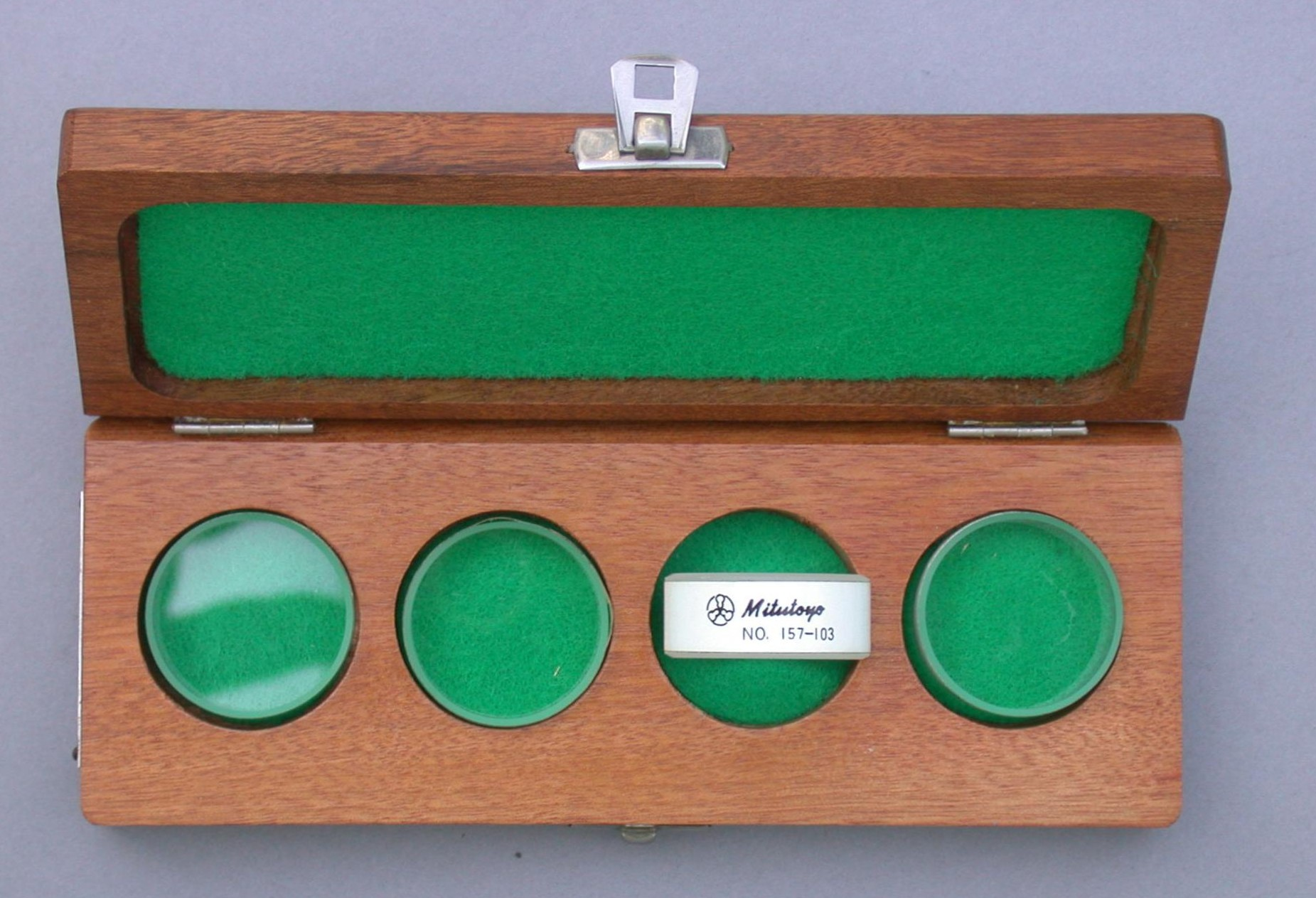
Satz aus vier Plangläsern

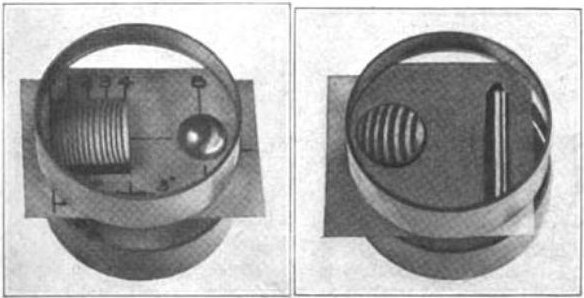
Planglas zur Ebenheitsprüfung von Metallteilen. Das Interferenzmuster ist gut erkennbar

Das Planglas (bzw. Plan-Probeglas oder planparalleles Prüfglas) ist ein manuelles Prüfmittel zur Prüfung geringer Ebenheitsabweichungen geläppter oder polierter Flächen, das auf der Interferenz von Licht beruht.
Das Planglas besteht im Wesentlichen aus einem runden, hochgenau geschliffenen Glas, das bei einigen Ausführungen ein Rahmen aus Kunststoff oder Metall umfasst, um es vor Fingerabdrücken zu schützen. 
Die Prüfmethode beruht auf der Überlagerung (Interferenz) von Lichtwellen. Das Glas wird einseitig leicht auf den Prüfkörper gedrückt, wodurch sich ein keilförmiger Spalt bildet, in dem das Licht durch seine Reflexion Interferenzen bildet. Ebene Flächen ergeben sichtbare gerade Streifen, während konkave und konvexe Abweichungen ringförmige Streifen bilden, die jedoch gegensätzlich zueinander stehen. Von einem Interferenzstreifen zum nächsten entfernt sich die Messfläche zur Glasscheibe um etwa 0,27 µm (bei weißem Licht). Am besten eignet sich monochromatisches Licht. Voraussetzung für den Einsatz eines Planglases ist, dass die zu messende Oberfläche genügend Licht reflektiert.
Plane und sphärisch gekrümmte Probegläser sind spezifiziert in DIN 58161 Teil 1 bzw. Teil 2.
So können beispielsweise die Messflächen von Messschrauben mit planparallelen Prüfgläsern auf Ebenheit und Parallelität geprüft werden.